# Горно Село
Горње Село (мкд. Горно Село) је насеље у Северној Македонији, у средишњем делу државе. Горње Село припада општини Дољнени.

## Географија
Насеље Горње Село је смештено у средишњем делу Северне Македоније. Од најближег већег града, Прилепа, насеље је удаљено 16 km северно.
Рељеф: Горње Село се налази у североисточном делу Пелагоније, највеће висоравни Северне Македоније. Насељски атар је на северу равничарски, без већих водотока, док се јужно од насеља издиже планина Трескавац. Надморска висина насеља је приближно 740 метара.
Клима у насељу је планинска због знатне надморске висине.

## Становништво
По попису становништва из 2002. године, Горње Село је имало 39 становника.
Претежно становништво у етнички Македонци (97%), а остало су Срби.
Већинска вероисповест у насељу је православље.